# Крістіан Прешутті
Крістіан Прешутті  (італ. Christian Presciutti, 27 листопада 1982) — італійський ватерполіст, срібний та бронзовий призер Олімпійських ігор, чемпіон світу. Брат італійського ватерполіста, бронзового олімпійського призера, Ніколаса Прешутті. 

## Виступи на Олімпіадах
| Олімпіада           | Дисципліна | Місце |
| ------------------- | ---------- | ----- |
| Лондон 2012         | водне поло | 2     |
| Ріо-де-Жанейро 2016 | водне поло | 3     |